# 틸란드시아 우트리쿨라타
대왕틸란드시아라고도 알려진 키큰틸란드시아(영어: spreading airplant, giant airplant)는 미국의 플로리다주와 조지아주, 카리브해, 멕시코 동부&남부(타마울리파스주, 베라크루스주, 오아하카, 유카탄반도), 중앙 아메리카, 베네수엘라의 토착종이다.
두 개의 변종이 알려져있다:
1. Tillandsia utriculata subsp. pringlei (S.Watson) C.S.Gardner - 동부 멕시코
2. Tillandsia utriculata subsp. utriculata - 대부분의 종 서식 영역

플로리다의 개체군은 침입종 멕시코파인애플바구미Metamasius callizona의 공격에 크게 취약하며, 근래 개체수가 크게 줄어들었다. 키큰틸란드시아는 플로리다의 어떤 파인애플과의 식물보다도 더 많은 물을 잎겨드랑이에 저장할 수 있으며, 저장량은 최대 1리터에 달한다. 이에 따라 다양한 수생 양서류들이 잎겨드랑이에 고인 물 속에 살게 되었는데, 키큰틸란드시아의 개체수가 줄어듦에 따라 이 동물들도 서식지를 크게 잃게 되었다.